# Cianammide
La cianammide (cianamide è un calco dall'inglese cyanamide) è il composto organico di formula H2N−C≡N ed è formalmente l'ammide dell'acido cianidrico (H-C≡N), rispetto al quale è molto meno tossica. In questa molecola il carbonio è allo stato di ossidazione +4 e, in quanto tale, la cianammide è considerata un derivato dell'acido carbonico, come pure l'anidride carbonica, l'urea e gli isocianati.
Le cianammidi sostituite hanno formula generale RR'N−C≡N, dove R o R' sono alchili o arili.
La molecola H2N−C≡N può anche essere vista formalmente come derivante dalla sostituzione di un H dell'ammoniaca con un gruppo ciano (-C≡N), che è un gruppo elettron-attrattore per effetto mesomero (-M), simile in questo aspetto al carbonile >C=O; per questo, la presenza del gruppo ciano rende gli idrogeni della cianammide (e delle cianammidi monosostituite) leggermente acidi e quindi facilmente sostituibili da atomi metallici, potendo così formare dei sali; tra questi, il più comune è la calciocianammide, CaNCN, molto usato come concime azotato in agricoltura.
La cianammide costituisce in intermedio importante in chimica organica ed anche per la sintesi di molecole di interesse farmaceutico e altri prodotti industriali. Inoltre, la presenza della molecola della cianammide è stata riscontrata significativamente negli spazi interstellari. La cianammide può trimerizzare dando la nota melammina, triammina eterociclica aromatica che è la materia prima delle resine che prendono il suo nome.
Nonostante la parziale somiglianza, le cianammidi non dovrebbero essere confuse con i nitrili: in questi ultimi il gruppo ciano è unito ad un atomo di carbonio del gruppo R (o Ar), il che fa sì che esso sia allo stato di ossidazione +3, invece che +4 come nelle cianammidi, dove esso è unito invece all'azoto.

## Proprietà e struttura
A temperatura ambiente la cianammide è un solido cristallino incolore e inodore, igroscopico e deliquescente. È una sostanza tossica, infiammabile, estremamente solubile in acqua (775 g/L a 25 °C, ~ 18 M) e molto solubile in solventi organici polari come alcoli, ammidi, nitrili, eteri ed esteri, ma pochissimo in cloroformio ed altri solventi alogenati, in solfuro di carbonio e in benzene ed è praticamente insolubile in cicloesano e idrocarburi in genere. Raggiunto il punto di fusione (44 °C), il liquido diviene solubile in acqua in ogni proporzione.
La cianammide è un composto endotermico, ΔHƒ° = +58,79 kJ/mol; ha un tautomero minoritario, più simmetrico ma leggermente meno stabile: la carbodiimmide, avente formula HN=C=NH. La trasformazione di quest'ultima in cianammide è calcolata essere energeticamente favorita, ΔHr° = -4,37 kJ/mol ma, anche se all'equilibrio la cianammide è predominante, in alcune reazioni come la sililazione sembra reagire come carbodiimmide. Inoltre, della cianammide esistono due altri isomeri, entrambi molto meno stabili: il diazometano H2C=N+=N− (ΔHƒ° = +215 kJ/mol), e l'isomero ciclico diazirina (ΔHƒ° = +267,1 kJ/mol).

### Parametri strutturali
Il frammento N−C≡N della molecola della cianammide è quasi lineare (gli atomi C e N del gruppo ciano sono ibridati essenzialmente sp), diviene perfettamente lineare nella sua forma completamente deprotonata presente nei suoi sali, cioè nel dianione −N=C=N−, precisamente isoelettronico con CO2. La sua simmetria molecolare appartiene al gruppo puntuale Cs in quanto la molecola ha un piano di simmetria contenente i tre atomi dello scheletro (N-C-N) e perpendicolare a quello contenente i tre atomi del gruppo amminico -NH2 e che lascia simmetricamente un H da una parte e l'altro dall'altra.
Da un'indagine spettroscopica rotazionale nella regione delle microonde è stato possibile ricavare dati strutturali per la molecola, alcuni dei quali, come lunghezze (r) ed angoli (∠) di legame sono qui riportati:
r(C≡N) = 115,9 pm; r(C–N) = 134,7 pm; r(N–H) = 100,6 pm;
∠(NCN) = 178,2°; ∠(HNH) = 112,74°; ∠(HNC) = 113,985°.
Il legame C≡N ha praticamente la lunghezza uguale a quella media per questo gruppo, che è di 116 pm (115,6 pm nell'acido cianidrico HC≡N); Il legame C−N è invece molto più corto rispetto al valor medio di 147 pm, ma è più lungo del legame C=N nella formaldimmina (127,3 pm), mostra quindi una lunghezza intermedia tra quella del legame singolo e quella del legame doppio, in accordo alla risonanza menzionata sopra. Il legame N-H è lievemente più corto che nella formaldimmina (102,3 pm).
Lo scheletro della molecola (N-C-N) è quasi lineare: l'angolo sul C differisce da 180° per meno di 2 gradi. L'angolo tra gli idrogeni sull'N amminico è intermedio tra i valori di 109,5° e 120° attesi per le ibridazioni sp3 e sp2, rispettivamente. L'angolo HNC è anch'esso intermedio tra questi due valori.

### Risonanza, tautomeria e polarità
La molecola è un ibrido di risonanza tra due principali forme limite in quanto la coppia solitaria sull'azoto amminico può essere delocalizzata:
H2N−C≡N   ↔   H2N+=C=N−
La prima forma è ovviamente quella con maggior peso nell'ibrido, ma la presenza della seconda, seppur con peso minoritario in quanto introduce una separazione di carica, indica che l'azoto del gruppo -NH2 deve avere ibridazione intermedia tra sp3 e sp2, ma questo non è sufficiente a rendere il gruppo stesso coplanare con il resto della molecola (l'angolo formato HNC è di 42,78°). Inoltre, la carica positiva formale su N presente nella seconda forma contribuisce (come negli ioni ammonio) ad accrescere il carattere protico degli idrogeni, che poi si traduce nella loro acidità, anche se lieve in soluzione acquosa. Donando infatti un H+,  nell'anione risultante acquista maggiore importanza la forma limite analoga alla seconda della molecola neutra, dato che in questo caso si ha delocalizzazione senza però separazione di carica:
H2N−C≡N  (-H+)  ⇄  [ HN−−C≡N   ↔   HN=C=N− ]
[ HN−−C≡N   ↔   HN=C=N− ]  (+H+)  ⇄  HN=C=NH
Queste stabilità relative di forme limite, opposte nel neutro e nell'anione, sono confermate da evidenze spettroscopiche infrarosse. La riprotonazione dell'anione può avvenire su entrambi gli atomi di azoto, che hanno doppietti liberi e, quando si verifica sul secondo (come mostrato), si forma il tautomero carbodiimide. Questa tautomeria non è evidentemente possibile con cianammidi disostituite.
Come in parte intuibile dalla dislocazione delle cariche formali, la molecola della cianammide è notevolmente polare: il suo momento di dipolo ammonta a 4,32 D, più del doppio della molecola di acqua (1,86 D) e maggiore dell'acetonitrile (3,92 D), che ha un -CH3 al posto di -NH2, ma con C senza la coppia solitaria di N.

## Sintesi
Industrialmente la cianammide è prodotta per idrolisi acquosa della calciocianammide, che a sua volta è preparata dal carburo di calcio CaC2, che ha la proprietà di reagire ad alta temperatura (1000-1200 °C) con l'azoto molecolare, fissandolo:
{\displaystyle {\ce {CaC2\ +\ N2->CaCN2\ +\ C}}}     (ΔHr = -296 kJ/mol)
{\displaystyle {\ce {CaCN2\ +\ H2O\ +\ CO2->CaCO3\ +\ H2NCN}}}
La conversione viene effettuata su poltiglie, e di conseguenza la maggior parte della cianammide commerciale è venduta come soluzione acquosa.
In laboratorio può essere preparata per cauta idrolisi della calciocianammide con una soluzione acquosa diluita di acido nitrico:
CaNCN + 2 HNO3  →  H2N−C≡N + Ca(NO3)2
o anche per reazione del cloruro (o bromuro) di cianogeno Cl-C≡N con ammoniaca (ammonolisi):
Cl-C≡N + NH3  →  H2N−C≡N + HCl

## Reattività e usi
La principale reazione della cianammide è l'addizione di composti contenenti un protone acido. Acqua, solfuro di idrogeno e seleniuro di idrogeno reagiscono con la cianammide per formare rispettivamente urea, tiourea e selenourea:
{\displaystyle {\ce {H2NCN\ +\ H2E->H2NC(E)NH2\,\,\,}}} {\displaystyle {\ce {\,\,\,(E=O,S,Se)}}}
I questo modo la cianammide agisce da disidratante e può quindi favorire reazioni di condensazione. Alcoli, tioli e ammine reagiscono in modo analogo per formare alchilisouree e guanidine.
La cianammide contiene nella molecola un sito nucleofilo e un sito elettrofilo, e quindi può reagire anche con sé stessa. Può dimerizzare formando 2-cianoguanidina; questo processo è sfavorito dalla presenza di acidi e da basse temperature. Il trimero della cianammide è la melammina. La formazione di melammina è un esempio delle molte reazioni che sfruttano la bifunzionalità della cianammide per ottenere eterocicli; per questa via si ottengono numerosi farmaci come l'amminopirimidina imatinib e prodotti agrochimici come l'erbicida amitrol (3-ammino-1,2,4-triazolo). Altri farmaci con strutture derivate dalla cianammide sono il minoxidil (usato per combattere la caduta dei capelli) e gli antielmintici albendazolo, flubendazolo e mebendazolo.
La cianammide si degrada nel terreno idrolizzandosi ad urea, che è un ottimo fertilizzante. Alcuni microorganismi, come il batterio Myrothecium verrucaria, accelerano il processo tramite l'enzima cianammide idratasi.

## Sicurezza
La cianammide è tossica per gli organismi acquatici. Per l'uomo la tossicità è moderata. Esposizione durante l'irrorazione di cianammide sul luogo di lavoro o su persone vicino al luogo di irrorazione ha provocato irritazione delle vie respiratorie, dermatite da contatto, cefalea, disturbi gastrointestinali come nausea, vomito e diarrea.